# San Luis (Aurora)
San Luis is een gemeente in de Filipijnse provincie Aurora op het eiland Luzon. Bij de laatste census in 2007 had de gemeente bijna 24 duizend inwoners.

## Geografie

### Bestuurlijke indeling
San Luis is onderverdeeld in de volgende 18 barangays:
| - Bacong - Barangay I - Barangay II - Barangay III - Barangay IV - Dibalo - Dibayabay - Dibut - Dikapinisan | - Dimanayat - Diteki - Ditumabo - L. Pimentel - Nonong Senior - Real - San Isidro - San Jose - Zarah |

## Demografie
San Luis had bij de census van 2007 een inwoneraantal van 23.766 mensen. Dit zijn 2.510 mensen (11,8%) meer dan bij de vorige census van 2000. De gemiddelde jaarlijkse groei komt daarmee uit op 1,55%, hetgeen lager is dan het landelijk jaarlijks gemiddelde over deze periode (2,04%). Vergeleken met de census van 1995 is het aantal mensen met 2.819 (13,5%) toegenomen.

De bevolkingsdichtheid van San Luis was ten tijde van de laatste census, met 23.766 inwoners op 623,86 km², 38,1 mensen per km².